# 博経親王妃郁子
博経親王妃 郁子（ひろつねしんのうひ いくこ、嘉永6年8月5日〈1853年9月7日〉 - 1908年〈明治41年〉11月14日）は、江戸時代末期の武家女性、明治時代の皇族。

## 生涯
盛岡藩藩主南部利剛の長女として誕生する。
華頂宮博経親王と結婚し、1875年（明治8年）1月18日に長男博厚が誕生する。しかし、1876年（明治9年）5月24日に博経親王は、薨去する。嗣子の博厚もまた1883年（明治16年）2月15日に薨去（同日付で親王宣下）する。
華頂宮は、伏見宮家の博恭王が継承することとなったが、1904年（明治37年）1月に伏見宮家の嗣子邦芳王が「不治の病」を理由に廃嫡され、博恭王が伏見宮家に復帰してその子博忠王が華頂宮を継承した。
1908年（明治41年）3月、郁子妃は急性脊髄炎を発病し、一時は快方に向かうものの、同年11月7日頃から神経痛が再発し、同月13日午後8時30分に療養先の鎌倉で危篤となる。11月14日に帰京の後、午後11時に薨去した。
同年11月21日、華頂宮邸を出棺した後、豊島岡墓地で葬儀が執り行われた。

## 栄典
勲章等
| 受章年                    | 略綬 | 勲章名                 | 備考 |
| ------------------------- | ---- | ---------------------- | ---- |
| 1888年（明治21年）11月1日 |      | 勲一等宝冠章           |      |
| 1890年（明治23年）5月22日 |      | 日本赤十字社名誉社員章 |      |